# Livarius von Marsal

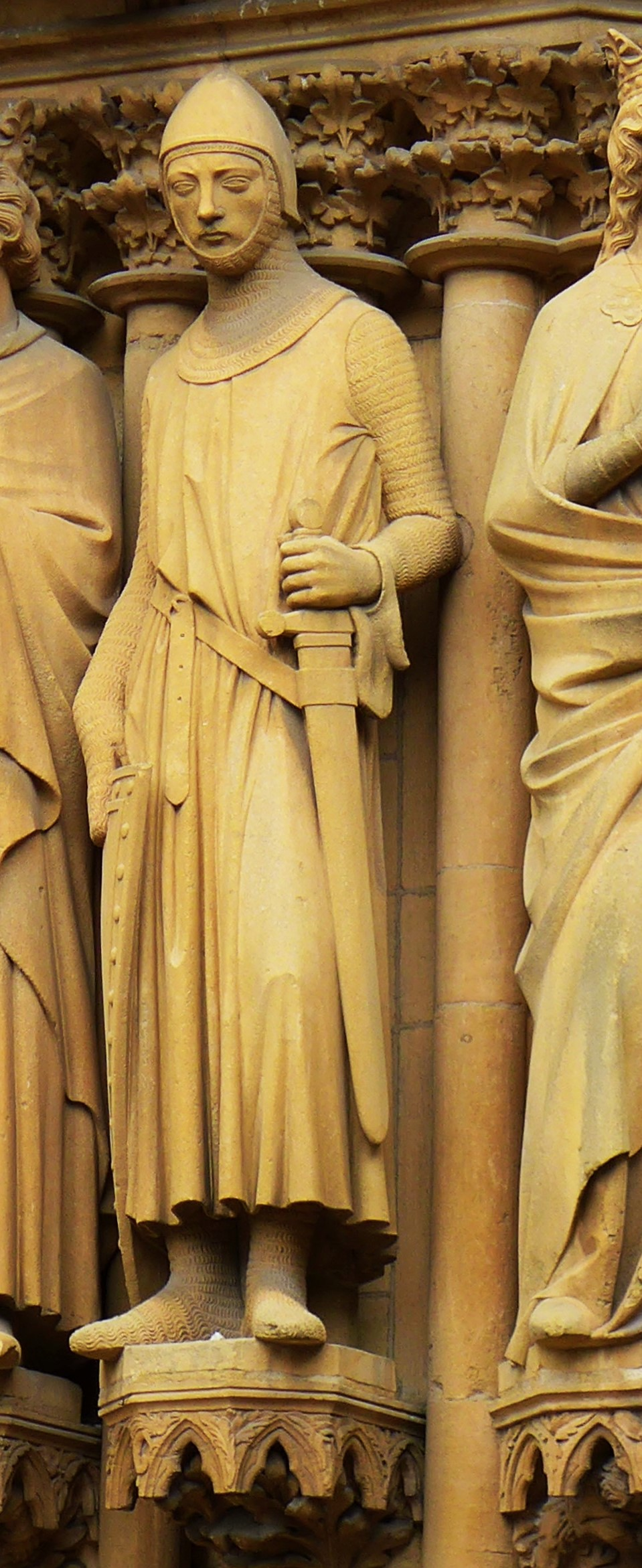
Statue des hl. Livarius als mittelalterlicher Ritter in Rüstung, Segolenakirche, Metz (19. Jh.)

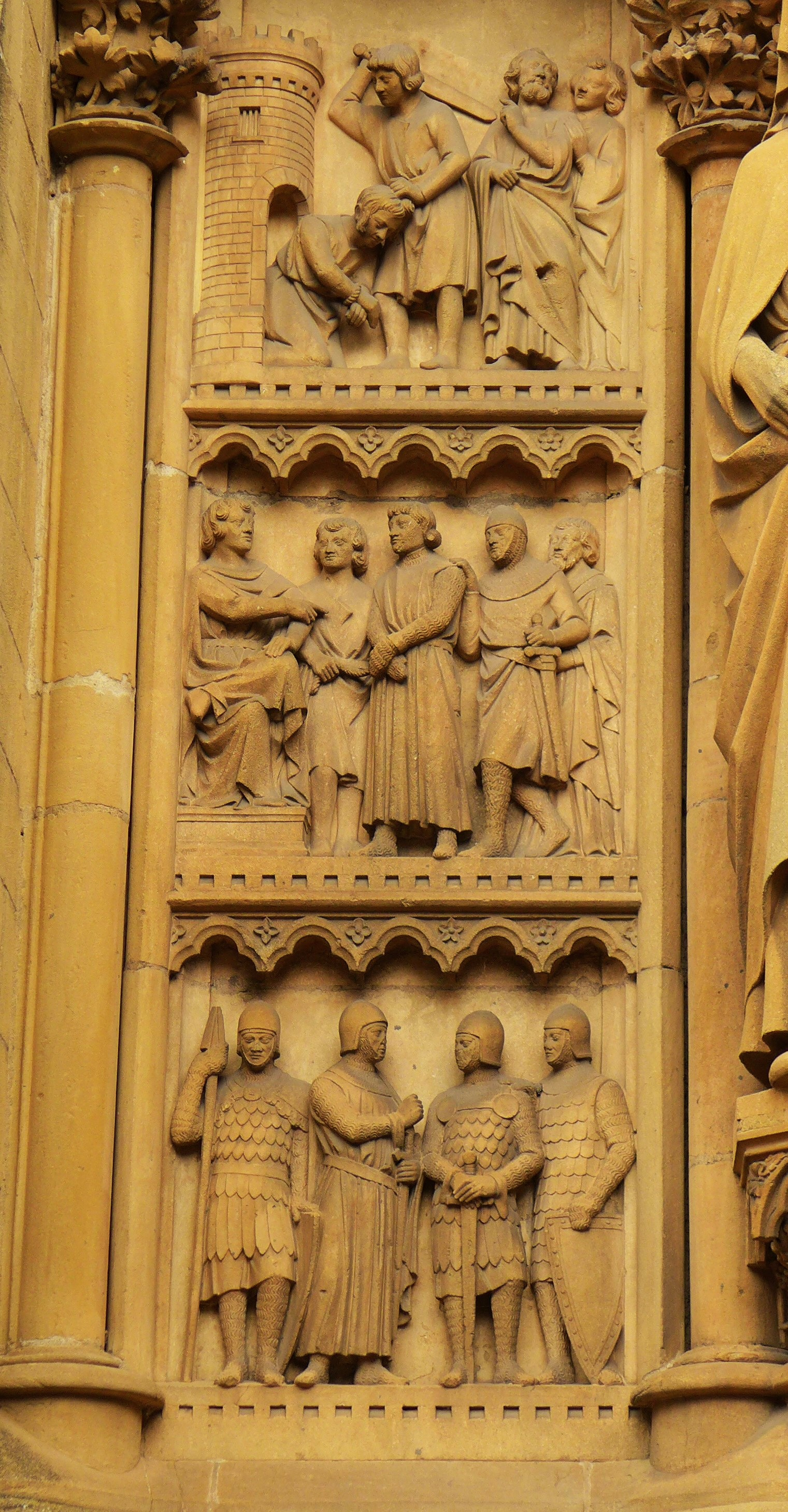
Martyrium des hl. Livarius, Segolenakirche, Metz

Der heilige Livarius (französisch Saint Livier oder Saint Livaire) war der legendarischen Überlieferung zufolge ein aus Metz stammender christlicher Edelmann und Soldat, dessen Martyrium in die Zeit der Hunnen- (5. Jahrhundert) oder Ungarneinfälle (10. Jahrhundert) fällt. Er gehört zu den insgesamt legenhaften Cephalophoren („Kopfträger“).

## Vita und Martyrium
Es wird berichtet, dass Livarius im Alter von 17 Jahren seinen Vater auf einem Feldzug gegen lombardische Barbaren begleitet haben soll. Außerdem soll er eine Pilgerreise nach Jerusalem unternommen und eine Tochter des Königs von Armenien geheiratet haben, mit der er zwei Kinder hatte.
Um das Jahr 450 soll Livarius in seine Heimatstadt Metz zurückgekehrt sein und an der Spitze eines Heeres die Hunnen bekämpft und versucht haben, sie zum Christentum zu bekehren. Der Hunnenkönig Attila soll Livarius bei Moyenvic persönlich geköpft haben. Durch ein göttliches Wunder habe Livarius sein Haupt aufgehoben und einen Hügel bestiegen, auf dem er dann beerdigt wurde.
Andere Überlieferungen verlegen den Tod des heiligen Livarius in die Zeit der Ungarneinfälle um das Jahr 900. Hinsichtlich des Todesortes wird auch Marsal, die Nachbargemeinde von Moyenvic, genannt.

## Verehrung

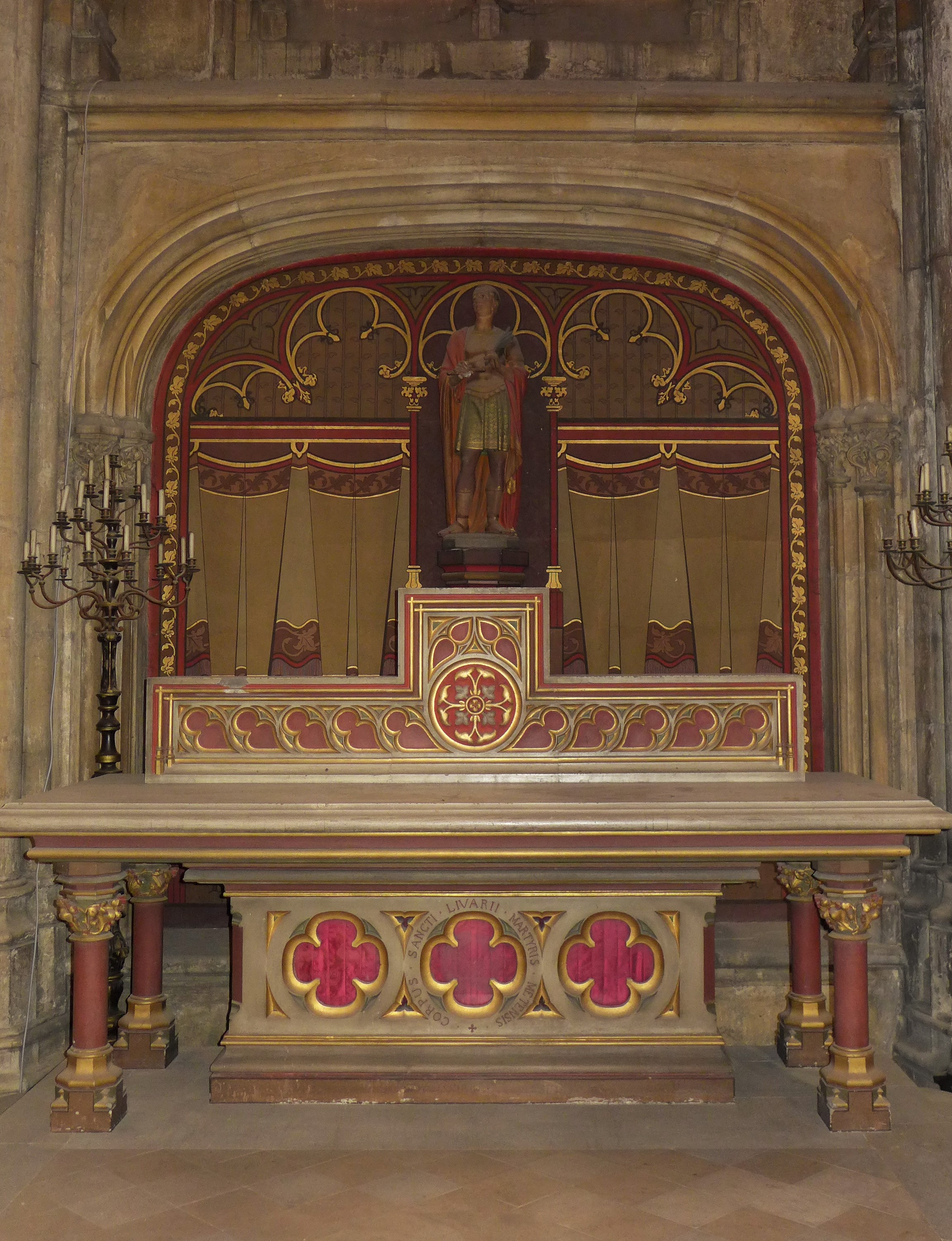
Altar in der Kathedrale von Metz mit den Reliquien des hl. Livarius im Stipes

Im Metzer Stadtteil Pontiffroy wurde im Mittelalter dem Heiligen die Kirche St. Livier geweiht und seine Reliquien hierher übertragen. Der Sakralbau ist nach der Aufhebung der Pfarrei in der Französischen Revolution und ihrer teilweisen Zerstörung beim Abbruch der historischen Bebauung des Metzer Stadtteils Pontiffroy in den 1970er Jahren heute nur noch als Ruine erhalten. Die rechte Chorkapelle der Kathedrale von Metz führt seit dem 23. Mai 1868 das Patrozinium der früheren Pfarrkirche fort. Hier werden auch die Reliquien des Metzer Stadtpatrons im Stipes des Altars aufbewahrt. In Metz trägt darüber hinaus das Hôtel Saint-Livier den Namen des Heiligen.
Die Gedenktage des Metzer Stadtpatrons und Märtyrers sind der 17. Juli und der 25. November.

## Darstellung
Mittelalterliche Darstellungen des Heiligen sind nicht bekannt. Der Metzer Dombauhüttenmeister Auguste Dujardin (1847–1921) fertigte in den Jahren 1896/98 unter der Leitung des Architekten Conrad Wahn für die neuerrichtete neogotische Westfassade der Metzer Segolenakirche ein reiches Skulpturenportal, das auch das Leben des heiligen Livarius als Metzer Stadtpatron thematisiert.